# Zamarada cinnamomata
Zamarada cinnamomata là một loài bướm đêm trong họ Geometridae.